# Andreas Samaris
Andreas Samaris (griechisch Ανδρέας Σάμαρης; * 13. Juni 1989 in Patras) ist ein griechischer Fußballspieler, der aktuell beim Rio Ave FC unter Vertrag steht. Er spielt im Mittelfeld.

## Karriere

### Verein
Seine Karriere begann Samaris 2006 in der dritten griechischen Liga, der Gamma Ethniki bei Panachaiki. Im Januar 2010 unterschrieb Samaris einen Viereinhalbjahresvertrag beim griechischen Erstligisten Panionios Athen. Im August 2012 sicherte sich Olympiakos Piräus für 350.000 Euro die Dienste des jungen Mittelfeldakteurs. Er wurde in der Saison 2012/13 an Panionios Athen ausgeliehen. Am 22. August 2014 unterschrieb er einen Vertrag beim portugiesischen Rekordmeister Benfica Lissabon. Nach sieben Jahren verließ er die portugiesische Hauptstadt und schloss sich Fortuna Sittard an. Im August 2022 wechselte er zum Rio Ave FC.

### Nationalmannschaft
Am 26. Oktober 2007 debütierte Samaris im Qualifikationsspiel zur U-19-Fußball-Europameisterschaft 2008 gegen Frankreich als Nationalspieler. In die A-Nationalmannschaft wurde er erstmals 2013 berufen. Im darauffolgenden Jahr nahm er an der Weltmeisterschaft in Brasilien teil.

## Erfolge
- Griechischer Meister: 2013/14 mit Olympiakos Piräus
- Portugiesischer Meister: 2014/15, 2015/16 mit Benfica Lissabon